# Kuszuhum
Kuszuhum (ukr. Кушугум) – osiedle typu miejskiego na Ukrainie w rejonie zaporoskim obwodu zaporoskiego.

## Historia
Status osiedla typu miejskiego posiada od 1938.
W 1989 roku liczyła 8758 mieszkańców, w 2013 roku 8258, a w 2017 roku 8125.